# (Can't Live Without Your) Love and Affection
"(Can't Live Without Your) Love and Affection" é uma canção da banda norte-americana de hard rock, Nelson. O single chegou ao topo da Billboard Hot 100 e foi lançado pela Geffen Records em 1990. A letra da canção é baseada em uma queda por Cindy Crawford. Judie Aronson estrelou o videoclipe. A produção do single e do lado B, "Will You Love Me", foi realizado por David Thoener e Marc Tanner. O single também está no álbum After the Rain.

## Desempenho nas paradas musicais
| Paradas (1990)        | Posição |
| --------------------- | ------- |
| EUA Billboard Hot 100 | 1       |